# Chunky, Novi & Ernie
Chunky, Novi & Ernie byla americká hudební skupina aktivní v sedmdesátých letech dvacátého století. Vznikla po rozpadu skupiny Rebecca and the Sunnybrook Farmers. Jejími členy byla zpěvačka a klavíristka Lauren Wood (nebo také „Chunky“ a „Ilene Rappaport“), violistka a hráčka na klávesové nástroje Novi Novog a baskytarista Ernie Eremita. Své první album nazvané Chunky, Novi & Ernie skupina vydala v roce 1973 a jeho produkce se ujali John Cale a Ted Templeman. Druhé album, které opět neslo název Chunky, Novi & Ernie, vyšlo v roce 1977 a jeho producentem byl David Campbell.

## Diskografie
- Chunky, Novi & Ernie (1973)
- Chunky, Novi & Ernie (1977)